# Norskov
Norskov er en dansk krimidrama-tv-serie skrevet af Dunja Gry Jensen. Den havde premiere den 21. september 2015 på TV 2. Serien er filmet i Frederikshavn. Den følger politimanden Tom Noack, der vender tilbage til sin barndomsby Norskov – en industriby i det nordlige Danmark – for at efterforske byens narkokriminalitet.
Seriens forfatter Dunja Gry Jensen har sagt om Norskov: "Med Norskov har jeg ønsket at skabe en politiserie, som er mere drama end krimi. Min opmærksomhed er mere på karaktererne og deres relationer end på krimiplot og action. Jeg er nysgerrig på efterforskernes dagligdag, politiet som en del af lokalsamfundet og politistationen som arbejdsplads."
Norskov havde seergennemsnit på 634.000. Den 27. november 2015 meddelte TV 2 at serien stopper efter første sæson pga. manglende seere. Den 10. februar 2017 annoncerede TV 2 at Norskov vender tilbage med en ny sæson på seks afsnit. Ifølge fiktionschef, Katrine Vogelsang, skyldes dette at "efterspørgslen har været enorm" ligesom den har været populær på TV 2 Play.

## Baggrund
Seriens hovedforfatter Dunja Gry Jensen ønskede med Norskov at skabe en politiserie med fokus på "karaktererne og deres relationer end på krimiplot og action." Ifølge Dunja Gry Jensen, er serien inspireret af Matador og The Wire, med dens "brede samfundsportræt af mange forskellige typer, der skal fungere sammen i et byfællesskab" på den ene side, og "en autentisk skildring af både politiets arbejde og af et Underdanmark" på den anden side.
Norskov blev optaget on location i Frederikshavn fra januar til september 2015. Den er produceret af SF Film Production, og er blevet solgt til visning på bl.a. NRK i Norge, TV4 i Sverige samt fransk-tyske Arte.

## Modtagelse
Norskov fik gode anmeldelser. Soundvenue skrev at den "peger spændende steder hen for dansk tv-fiktion", og kaldte den for den vigtigste danske tv-serie i mange år. Serien er blevet rost for den skildrings af en by i provinsen eller i Udkantsdanmark. Anita Brask Rasmussen fra Dagbladet Information skrev at folkene bag Norskov har "skabt et velgennemtænkt, veltilrettelagt og veludført stykke provinsportræt, der med forbrydelsen som katalysator tydeliggør de samfundsstrukturer, som vi alle lever i." Berlingskes anmelder Kristian Lindberg skrev, at "Dunja Gry Jensens intention om at lave en lokalt forankret krimi med en sammenfletning af flere miljøer er lykkedes godt". Mere kritisk var Henrik Queitsch fra Ekstra Bladet, der kaldte serien for "dræbende kedsommeligt".
Efter første afsnit fik serien kritik for at dialogen var vanskelig at høre, hvilket ifølge TV 2 skyldes "en mere kompleks og stemningsmættet lydside frem for et mere enkelt udtryk, hvor dialogen er i centrum". Derfor valgte TV 2 at tekste kommende afsnit, ligesom man ville forbedre "balancen mellem dialog, reallyde og musik".

## Medvirkende
- Thomas Levin – Tom Noack, politimand
- Claus Riis Østergaard – Martin Kierkegaard, borgmester
- Anne Sofie Espersen – Jackie Noack, Toms søster
- Jakob Ulrik Lohmann – Casper "Bonden" Bondesen, entreprenør
- Henrik Birch – Steen Brammer, politimand
- Mette Marckmann – Ulla Hjort, stationsleder
- Annemette Andersen – Diana Bondesen, Caspers søster og mor til Oliver
- Mathias Käki Jørgensen – Oliver Bondesen, Dianas søn
- Marijana Jankovic – Claudia Bondesen, Caspers kone
- Pia Jondal – Susanne Noack, Tom og Jackies mor

## Afsnit

### Sæson 1
| Nr. i serie | Nr. i sæson | Titel                 | Instrueret af          | Skrevet af                                              | DK seere (tusinde) |
| ----------- | ----------- | --------------------- | ---------------------- | ------------------------------------------------------- | ------------------ |
| 1           | 1           | "Tom vender hjem"     | Louise N. D. Friedberg | Dunja Gry Jensen                                        | 662                |
| 2           | 2           | "Dianas søn"          | Louise N. D. Friedberg | Dunja Gry Jensen & Jens Dahl                            | 592                |
| 3           | 3           | "Olivers far?"        | Birgitte Stærmose      | Dunja Gry Jensen, Ina Bruhn & Jens Dahl                 | 691                |
| 4           | 4           | "Jackie Noack"        | Birgitte Stærmose      | Dunja Gry Jensen, Ina Bruhn & Simon Weil                | 604                |
| 5           | 5           | "Martins fortrydelse" | Birgitte Stærmose      | Dunja Gry Jensen, Simon Weil, Ina Bruhn & Per Daumiller | 609                |
| 6           | 6           | "Toms mistanke"       | Søren Balle            | Dunja Gry Jensen, Per Daumiller & Lars K. Andersen      | 628                |
| 7           | 7           | "Bondens nevø"        | Søren Balle            | Dunja Gry Jensen & Lars K. Andersen                     | 583                |
| 8           | 8           | "Olivers kamp"        | Søren Balle            | Dunja Gry Jensen & Per Daumiller                        | 626                |
| 9           | 9           | "Caspers drøm"        | Louise N. D. Friedberg | Dunja Gry Jensen & Lars K. Andersen                     | 681                |
| 10          | 10          | "Hjerte og stjerne"   | Louise N. D. Friedberg | Dunja Gry Jensen, Per Daumiller & Lars K. Andersen      | 661                |

### Sæson 2
| Nr. i serie | Nr. i sæson | Titel     | Instrueret af      | Skrevet af                                               | DK seere (tusinde) |
| ----------- | ----------- | --------- | ------------------ | -------------------------------------------------------- | ------------------ |
| 11          | 1           | "Claudia" | Heidi Maria Faisst | Dunja Gry Jensen                                         | 684                |
| 12          | 2           | "Oliver"  | Heidi Maria Faisst | Per Daumiller & Dunja Gry Jensen                         | 519                |
| 13          | 3           | "Martin"  | Heidi Maria Faisst | Lars Kristian Andersen, Per Daumiller & Dunja Gry Jensen | 483                |
| 14          | 4           | "Jackie"  | Dagur Kári         | Dunja Gry Jensen & Anna Neye Poulsen                     | 497                |
| 15          | 5           | "Tom"     | Dagur Kári         | Dunja Gry Jensen & Mette Sø                              | 481                |
| 16          | 6           | "Casper"  | Dagur Kári         | Per Daumiller & Dunja Gry Jensen                         | 479                |

## Priser og nomineringer

### Robert
| År   | Kategori                             | Nomineret             | Resultat  |
| ---- | ------------------------------------ | --------------------- | --------- |
| 2015 | Årets danske tv-serie                | Norskov               | Nomineret |
| 2015 | Årets mandlige hovedrolle – tv-serie | Claus Riis Østergaard | Nomineret |
| 2015 | Årets mandlige hovedrolle – tv-serie | Thomas Levin          | Nomineret |
| 2015 | Årets mandlige birolle – tv-serie    | Henrik Birch          | Nomineret |
| 2015 | Årets mandlige birolle – tv-serie    | Jacob Ulrik Lohmann   | Nomineret |
| 2015 | Årets kvindelige birolle – tv-serie  | Anne Sofie Espersen   | Nomineret |

### Svendprisen
| År   | Kategori                   | Nomineret | Resultat  |
| ---- | -------------------------- | --------- | --------- |
| 2016 | Årets danske TV-dramaserie | Norskov   | Nomineret |

### Billed-Bladets TV-Guld
| År   | Kategori             | Nomineret | Resultat |
| ---- | -------------------- | --------- | -------- |
| 2016 | Årets nye TV-program | Norskov   | Vundet   |

### Tv-prisen
| År   | Kategori        | Nomineret | Resultat |
| ---- | --------------- | --------- | -------- |
| 2017 | Bedste TV-serie | Norskov   | Vundet   |